# 87.ª edición de los Premios Óscar
La 87.ª edición de los Óscar premió a las mejores películas de 2014. Organizada por la Academia de Artes y Ciencias Cinematográficas y presentada por Neil Patrick Harris, tuvo lugar en el Dolby Theatre de Los Ángeles (Estados Unidos) el 22 de febrero de 2015.
Los nominados fueron anunciados el 15 de enero del 2015.
Birdman or (The Unexpected Virtue of Ignorance) (Birdman o (La inesperada virtud de la ignorancia) ganó cuatro estauíllas, incluida la de Mejor película. Otras películas ganadoras fueron The Grand Budapest Hotel (El Gran Hotel Budapest) con cuatro estauíllas, Whiplash con tres y American Sniper, Big Hero 6, Boyhood , Citizenfour, Crisis Hotline: Veterans Press 1, Feast, Ida, The Imitation Game, Interstellar, The Phone Call, Selma, Still Alice (Siempre Alice) y The Theory of Everything (La teoría del todo) con una. 

## Nominados y ganadores
Indica el ganador dentro de cada categoría.

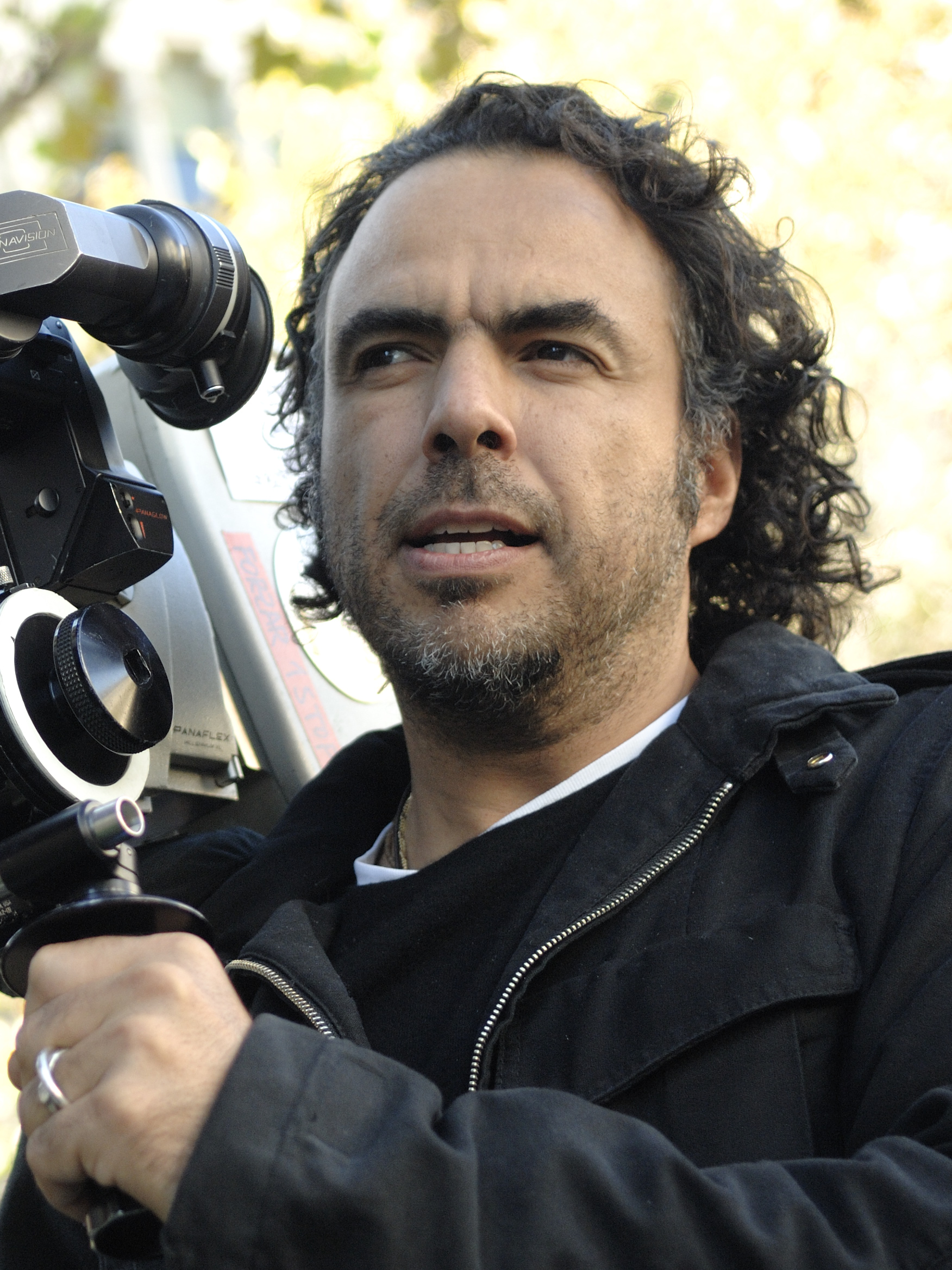
Alejandro González Iñárritu ganó tres estatuillas las que incluyen mejor película, mejor director y mejor guion original, todas por Birdman or (The Unexpected Virtue of Ignorance).

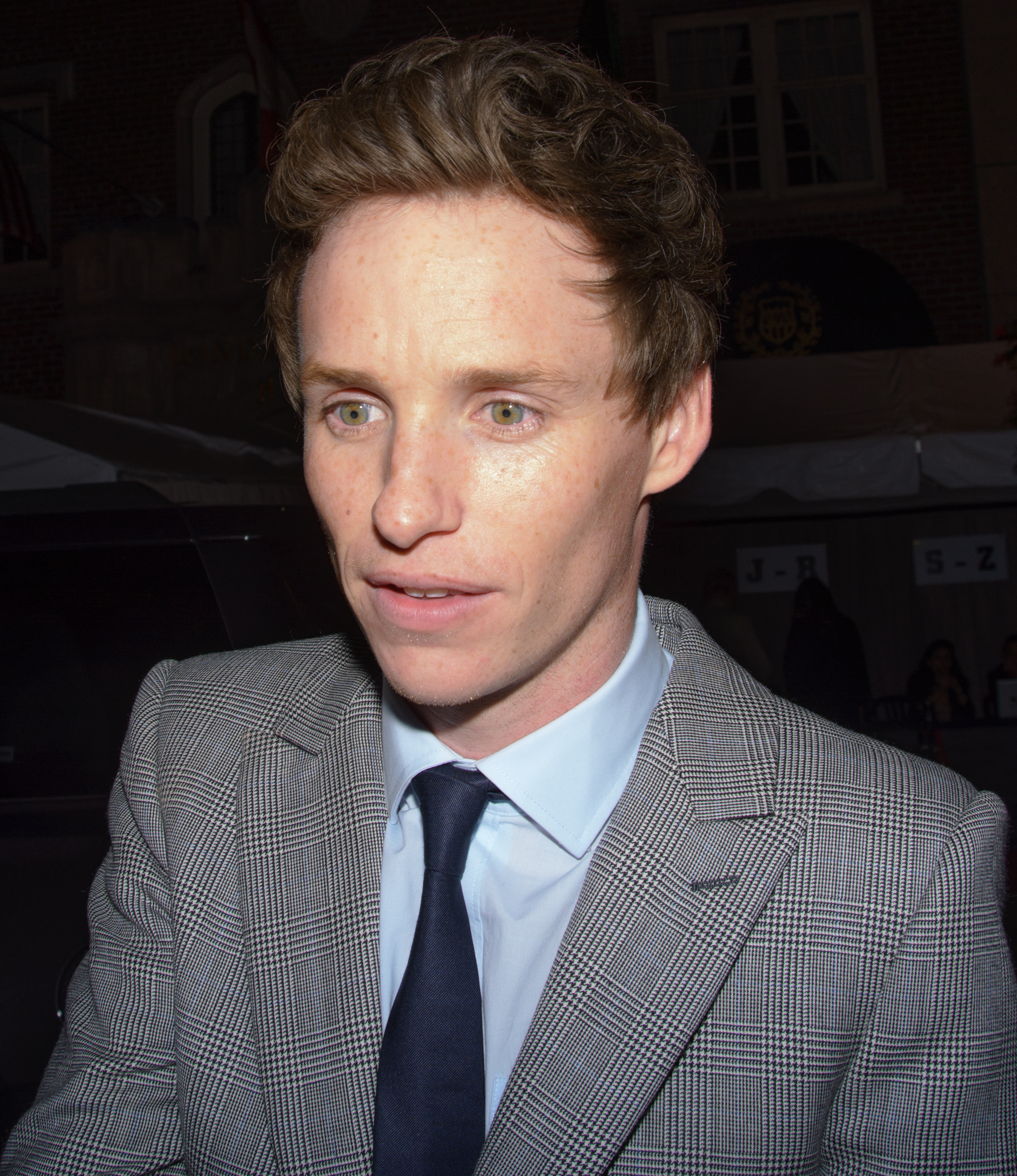
Eddie Redmayne fue el ganador del Óscar al mejor actor por La teoría del todo.

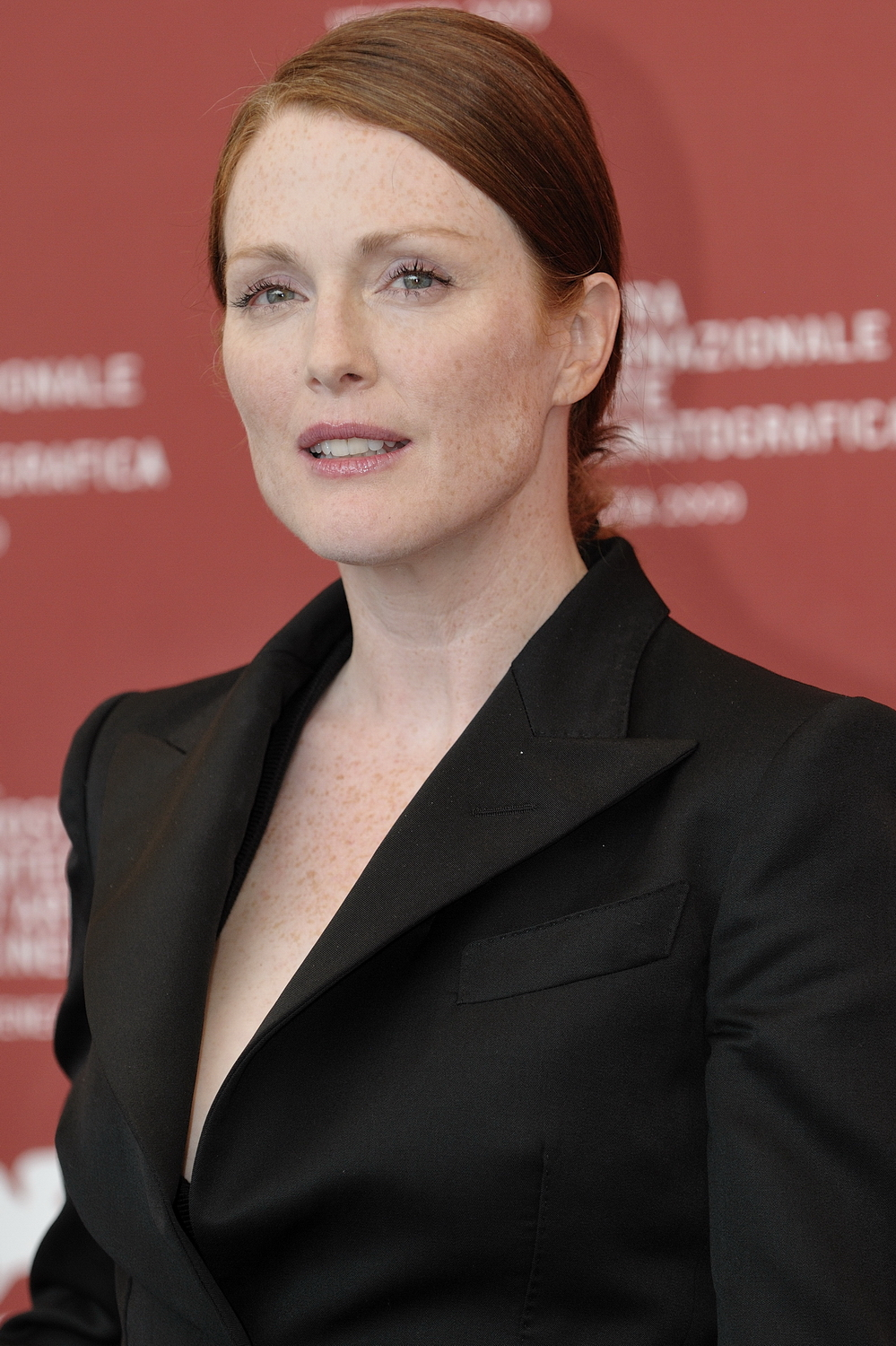
Julianne Moore fue la ganadora del Óscar a mejor actriz por Siempre Alice.

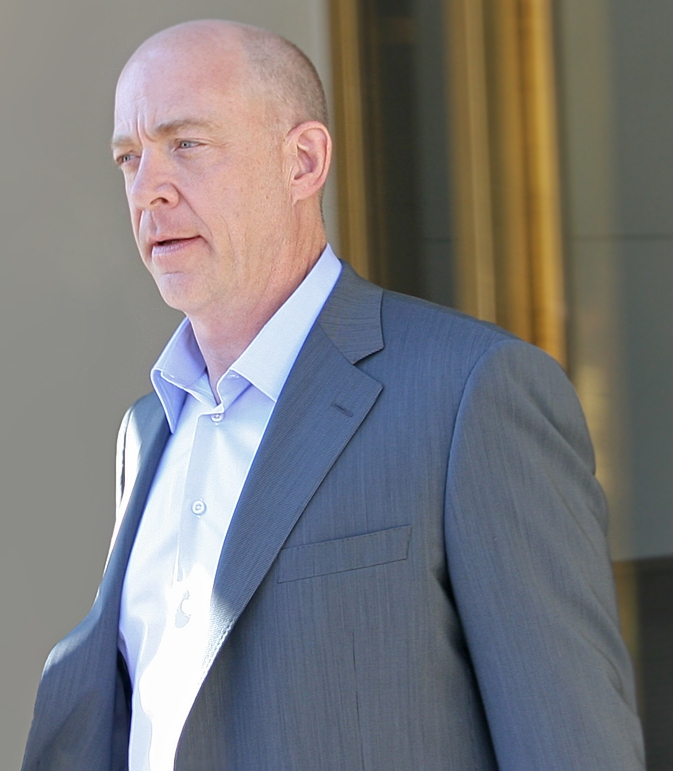
J.K. Simmons fue el ganador del Óscar a mejor actor de reparto por Whiplash.

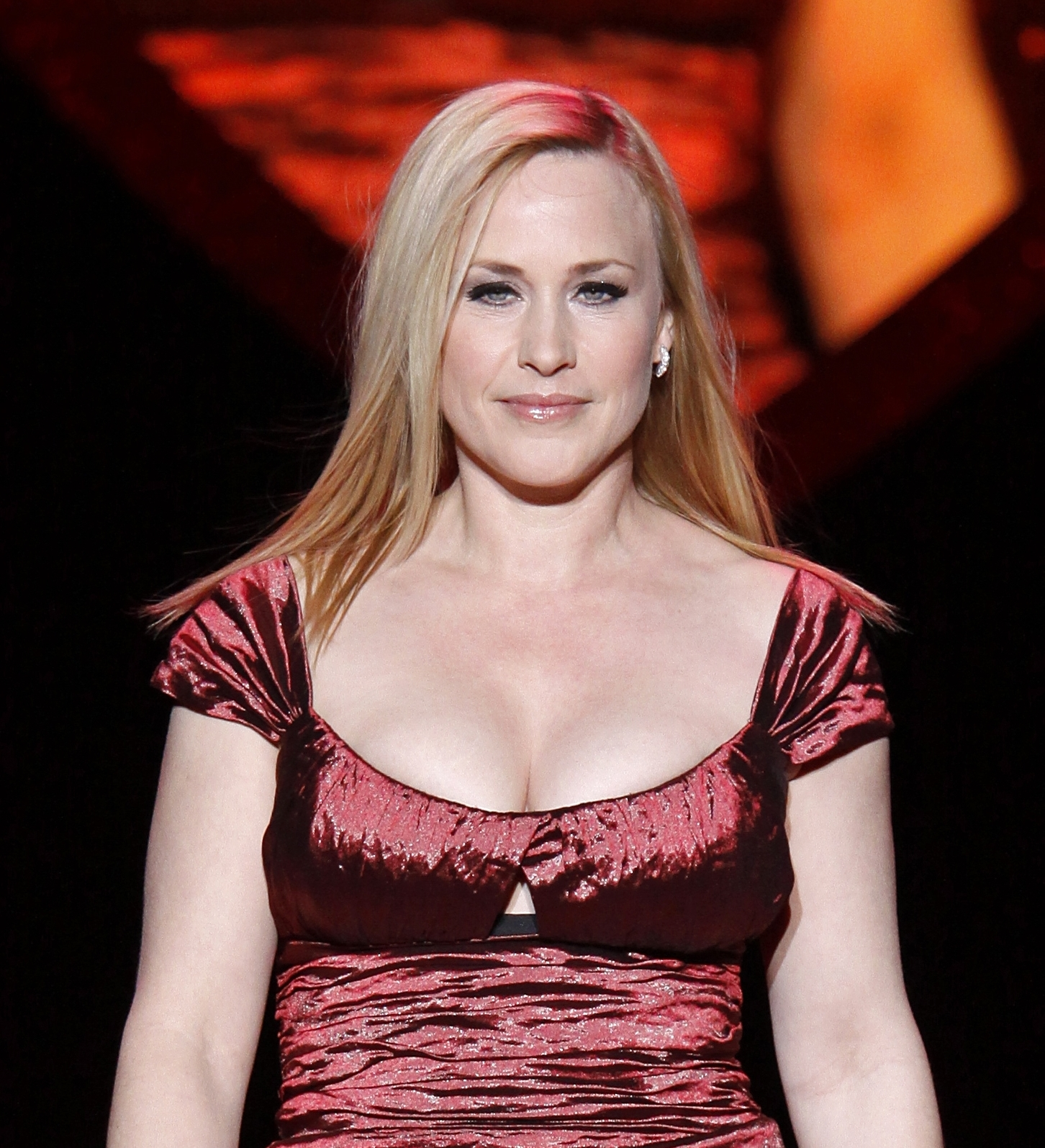
Patricia Arquette fue la ganadora del Óscar a la mejor actriz de reparto por Boyhood.

Los nominados se anunciaron el día 15 de enero del 2015, en el Teatro Samuel Goldwyn de Beverly Hills, California. Fueron presentados por la presidenta de la Academia, Cheryl Boone Isaacs, los directores J. J. Abrams y Alfonso Cuarón, y el actor Chris Pine. 
| Mejor película Presentado por: Sean Penn | Mejor director Presentado por: Ben Affleck |
| --- | --- |
| Birdman or (The Unexpected Virtue of Ignorance) (Birdman o (La inesperada virtud de la ignorancia) — Alejandro González Iñárritu, John Lesher, James W. Skotchdopole | Alejandro González Iñárritu — Birdman or (The Unexpected Virtue of Ignorance) (Birdman o (La inesperada virtud de la ignorancia) |
| - American Sniper — Clint Eastwood, Robert Lorenz, Andrew Lazar, Bradley Cooper, Peter Morgan - Boyhood — Richard Linklater, Cathleen Sutherland - The Grand Budapest Hotel (El Gran Hotel Budapest) — Wes Anderson, Scott Rudin, Steven Rales, Jeremy Dawson - The Imitation Game — Nora Grossman, Ido Ostrowsky, Teddy Schwarzman - Selma — Christian Colson, Oprah Winfrey, Dede Gardner, Jeremy Kleiner - The Theory of Everything (La teoría del todo) — Tim Bevan, Eric Fellner, Lisa Bruce, Anthony McCarten - Whiplash — Jason Blum, Helen Estabrook, David Lancaster | - Richard Linklater — Boyhood - Bennett Miller — Foxcatcher - Wes Anderson — The Grand Budapest Hotel (El Gran Hotel Budapest) - Morten Tyldum — The Imitation Game |
| Mejor actor Presentado por: Cate Blanchett | Mejor actriz Presentado por: Matthew McConaughey |
| Eddie Redmayne — The Theory of Everything (La teoría del todo) como Stephen Hawking | Julianne Moore — Still Alice (Siempre Alice) como Alice Howland |
| - Steve Carrell — Foxcatcher como John Eleuthère du Pont - Bradley Cooper — American Sniper como Chris Kyle - Benedict Cumberbatch — The Imitation Game como Alan Turing - Michael Keaton — Birdman or (The Unexpected Virtue of Ignorance) (Birdman o (La inesperada virtud de la ignorancia) como Riggan Thomson / Birdman | - Marion Cotillard — Deux jours, une nuit (Dos días, una noche) como Sandra - Felicity Jones — The Theory of Everything (La teoría del todo) como Jane Wilde Hawking - Rosamund Pike — Gone Girl (Perdida) como Amy Dunne - Reese Witherspoon — Wild (Alma salvaje) como Cheryl Strayed |
| Mejor actor de reparto Presentado por: Lupita Nyong'o | Mejor actriz de reparto Presentado por: Jared Leto |
| J.K. Simmons — Whiplash como Terence Fletcher | Patricia Arquette — Boyhood como Olivia Evans |
| - Robert Duvall — The Judge (El juez) como Joseph Palmer - Ethan Hawke — Boyhood como Mason Evans - Edward Norton — Birdman or (The Unexpected Virtue of Ignorance) (Birdman o (La inesperada virtud de la ignorancia) como Mike Shiner - Mark Ruffalo — Foxcatcher como David Schultz | - Laura Dern — Wild (Alma salvaje) como Bobbi Lambrecht - Keira Knightley — The Imitation Game como Joan Clarke - Emma Stone — Birdman or (The Unexpected Virtue of Ignorance) (Birdman o (La inesperada virtud de la ignorancia) como Sam Thomson - Meryl Streep — Into the Woods como La Bruja |
| Mejor guion original Presentado por: Eddie Murphy | Mejor guion adaptado Presentado por: Oprah Winfrey |
| Birdman or (The Unexpected Virtue of Ignorance) (Birdman o (La inesperada virtud de la ignorancia) — Alejandro González Iñárritu, Nicolás Giacobone, Alexander Dinelaris, Jr., Armando Bó Jr | The Imitation Game — Graham Moore |
| - Boyhood — Richard Linklater - Foxcatcher — E. Max Frye, Dan Futterman - The Grand Budapest Hotel (El Gran Hotel Budapest) — Wes Anderson, Hugo Guinness - Nightcrawler — Dan Gilroy | - American Sniper — Jason Hall - Inherent Vice (Puro vicio) — Paul Thomas Anderson - The Theory of Everything (La teoría del todo) — Anthony McCarten - Whiplash — Damien Chazelle |
| Mejor película de animación Presentado por: Zoe Saldaña y Dwayne Johnson | Mejor película extranjera (de habla no inglesa) Presentado por: Chiwetel Ejiofor y Nicole Kidman |
| Big Hero 6 — Don Hall, Chris Williams, Roy Conli | Ida (Polonia) — Pawel Pawlikowski |
| - The Boxtrolls — Anthony Stacchi, Graham Annable, Travis Knight - How to Train Your Dragon 2 (Cómo entrenar a tu dragón 2) — Dean DeBlois, Bonnie Arnold - Song of the Sea (La canción del mar) — Tomm Moore, Paul Young - Kaguya-hime no Monogatari (El cuento de la princesa Kaguya) — Isao Takahata, Yoshiaki Nishimura | - Leviathan (Rusia) — Andrey Zvyagintsev - Mandariinid (Mandarinas) (Estonia) — Zaza Urushadze - Timbuktu (Mauritania) — Abderrahmane Sissako - Relatos salvajes (Argentina) — Damián Szifron |
| Mejor documental largo Presentado por: Jennifer Aniston y David Oyelowo | Mejor documental corto Presentado por: Kerry Washington y Jason Bateman |
| Citizenfour — Laura Poitras, Mathilde Bonnefoy, Dirk Wilutzky | Crisis Hotline: Veterans Press 1 — 'Ellen Goosenberg Kent, Dana Perry |
| - Finding Vivian Maier — John Maloofas, Charlie Siskel - Last Days in Vietnam — Rory Kennedy, Keven McAlester - La sal de la tierra — Wim Wenders, Juliano Ribeiro Salgado, David Rosier - Virunga — Orlando von Einsiedel, Joanna Natasegara | - Joanna — Aneta Kopacz - Our Curse — Tomasz Śliwiński, Maciej Ślesicki - The Reaper (La Parka) — Gabriel Serra Arguello - White Earth — J. Christian Jensen |
| Mejor cortometraje Presentado por: Kerry Washington y Jason Bateman | Mejor cortometraje animado Presentado por: Anna Kendrick y Kevin Hart |
| The Phone Call (La llamada) — Mat Kirkby, James Lucas | Feast — Patrick Osborne, Kristina Reed |
| - Aya — Oded Binnun, Mihal Brezis - Boogaloo and Graham — Michael Lennox, Ronan Blaney - Butter Lamp (La Lampe au Beurre de Yak) — Hu Wei, Julien Féret - Parvaneh — Talkhon Hamzavi, Stefan Eichenberger | - The Bigger Picture — Daisy Jacobs, Christopher Hees - The Dam Keeper — Robert Kondo, Dice Tsutsumi - Me and My Moulton — Torill Kove - A Single Life — Joris Oprins |
| Mejor banda sonora (partitura original) Presentado por: Julie Andrews | Mejor canción original Presentado por: Idina Menzel y John Travolta |
| The Grand Budapest Hotel (El Gran Hotel Budapest) — Alexandre Desplat | «Glory» — Selma; compuesta por John Stephens y Lonnie Lynn |
| - The Imitation Game — Alexandre Desplat - Interstellar — Hans Zimmer - Mr. Turner — Gary Yershon - The Theory of Everything (La teoría del todo) — Jóhann Jóhannsson | - «Grateful» — Beyond the Lights; compuesta por Diane Warren. - «Everything is Awesome» — The Lego Movie; compuesta por Shawn Patterson. - «I'm No Gonna Miss You» — Glen Campbell: I'll Be Me; compuesta por Glen Campbell y Julian Raymond - «Lost Stars» — Begin Again; compuesta por Gregg Alexander y Danielle Brisebois                                                                                 |
| Mejor edición de sonido Presentado por: Sienna Miller y Chris Evans | Mejor sonido Presentado por: Sienna Miller y Chris Evans |
| American Sniper — Alan Robert Murray, Bub Asman | Whiplash — Craig Mann, Ben Wilkins, Thomas Curley |
| - Birdman or (The Unexpected Virtue of Ignorance) (Birdman o (La inesperada virtud de la ignorancia) — Martin Hernández, Aaron Glascock - The Hobbit: The Battle of the Five Armies (El hobbit: la batalla de los Cinco Ejércitos) — Brent Burge, Jason Canovas - Interstellar — Richard King - Unbroken (Invencible) — Becky Sullivan, Andrew DeCristofaro | - American Sniper — John Reitz, Gregg Rudloff, Walt Martin - Birdman or (The Unexpected Virtue of Ignorance) (Birdman o (La inesperada virtud de la ignorancia) — Jon Taylor, Frank A. Montaño, Thomas Varga - Interstellar — Gary A. Rizzo, Gregg Landaker, Mark Weingarten - Unbroken (Invencible) — Jon Taylor, Frank A. Montaño, David Lee                                                                |
| Mejor diseño de producción Presentado por: Felicity Jones y Chris Pratt | Mejor fotografía Presentado por: Jessica Chastain e Idris Elba |
| The Grand Budapest Hotel (El Gran Hotel Budapest) — Anna Pinnock | Birdman or (The Unexpected Virtue of Ignorance) (Birdman o (La inesperada virtud de la ignorancia) — Emmanuel Lubezki |
| - The Imitation Game — Maria Djurkovic, Tatiana Macdonald - Interstellar – Nathan Crowley, Gary Fettis - Into the Woods — Dennis Gassner, Anna Pinnock - Mr. Turner - Suzie Davies, Charlotte Watts | - The Grand Budapest Hotel (El Gran Hotel Budapest) — Robert Yeoman - Ida — Lukasz Zal, Ryszard Lenczewski - Mr. Turner — Dick Pope - Unbroken (Invencible) — Roger Deakins |
| Mejor maquillaje y peluquería Presentado por: Reese Witherspoon | Mejor diseño de vestuario Presentado por: Jennifer Lopez y Chris Pine |
| The Grand Budapest Hotel (El Gran Hotel Budapest) — Frances Hannon, Mark Coulier | The Grand Budapest Hotel (El Gran Hotel Budapest) — Milena Canonero |
| - Foxcatcher — Bill Corso, Dennis Liddiard - Guardians of the Galaxy (Guardianes de la Galaxia) — Elizabeth Yianni-Georgiou, David White | - Inherent Vice (Puro vicio) — Mark Bridges - Into the Woods — Colleen Atwood - Maleficent — Anna B. Sheppard, Jane Clive - Mr. Turner — Jacqueline Durran |
| Mejor montaje Presentado por: Naomi Watts y Benedict Cumberbatch | Mejores efectos visuales Presentado por: Chloe Grace Moretz y Ansel Elgort |
| Whiplash — Tom Cross | Interstellar — Paul Franklin, Andrew Lockley, Ian Hunter, Scott Fisher |
| - American Sniper — Joel Cox, Gary D. Roach - Boyhood — Sandra Adair - The Grand Budapest Hotel (El Gran Hotel Budapest) — Barney Pilling - The Imitation Game — William Goldenberg | - Captain America: The Winter Soldier — Dan DeLeeuw, Russell Earl, Bryan Grill, Dan Sudick - Dawn of the Planet of the Apes — Joe Letteri, Dan Lemmon, Daniel Barrett, Erik Winquist - Guardians of the Galaxy (Guardianes de la Galaxia) — Stephane Ceretti, Nicolas Aithadi, Jonathan Fawkner, Paul Corbould - X-Men: días del futuro pasado — Richard Stammers, Lou Pecora, Tim Crosbie, Cameron Waldbauer |

## Premios y nominaciones múltiples
| Película                                                                                           | Nominaciones | Premios |
| -------------------------------------------------------------------------------------------------- | ------------ | ------- |
| Birdman or (The Unexpected Virtue of Ignorance) (Birdman o (La inesperada virtud de la ignorancia) | 9            | 4       |
| The Grand Budapest Hotel (El Gran Hotel Budapest)                                                  | 9            | 4       |
| The Imitation Game                                                                                 | 8            | 1       |
| American Sniper                                                                                    | 6            | 1       |
| Boyhood                                                                                            | 6            | 1       |
| Foxcatcher                                                                                         | 5            | 0       |
| Interstellar                                                                                       | 5            | 1       |
| The Theory of Everything (La teoría del todo)                                                      | 5            | 1       |
| Whiplash                                                                                           | 5            | 3       |
| Mr. Turner                                                                                         | 4            | 0       |
| Into the Woods                                                                                     | 3            | 0       |
| Unbroken (Invencible)                                                                              | 3            | 0       |
| Ida                                                                                                | 2            | 1       |
| Guardians of the Galaxy (Guardianes de la Galaxia)                                                 | 2            | 0       |
| Wild (Alma salvaje)                                                                                | 2            | 0       |
| Selma                                                                                              | 2            | 1       |
| Inherent Vice (Puro vicio)                                                                         | 2            | 0       |

## In memoriam
- Mickey Rooney
- Paul Mazursky
- Geoffrey Holder
- Nadia Bronson
- James Garner
- Elizabeth Pena
- Alan Hirschfield
- Edward Herrmann
- Maya Angelou
- Lorenzo Semple, Jr.
- George L. Little
- James Rebhorn
- Menahem Golan
- James Shigeta
- Anita Ekberg
- Paul Apted
- H. R. Giger
- Sanford E. Reisenbach
- Malik Bendjelloul
- Virna Lisi
- Louis Jourdan
- Gordon Willis
- Richard Attenborough
- Oswald Morris
- Tom Rolf
- L. M. Kit Carson
- Ruby Dee
- Samuel Goldwyn, Jr.
- Martha Hyer
- Andrew V. McLaglen
- Jimmy T. Murakami
- Robin Williams
- William Greaves
- Joseph Viskocil
- Rod Taylor
- Stewart Stern
- Luise Rainer
- Dick Smith
- Lauren Bacall
- Walt Martin
- Charles Champlin
- Pennie Dupont
- Herb Jeffries
- Misty Upham
- Eli Wallach
- Gabriel García Márquez
- Frank Yablans
- Alain Resnais
- Bob Hoskins
- Mike Nichols

## Hitos y Hechos históricos en esta edición
- Birdman or (The Unexpected Virtue of Ignorance) (Birdman o (La inesperada virtud de la ignorancia) se convirtió en la segunda película con el título más largo en ganar el Óscar a la Mejor película, desde que el El Señor de los Anillos: el retorno del Rey lo hiciera por primera vez en 2003.
- Alejandro González Iñárritu gana el Óscar a Mejor dirección, convirtiéndolo en el segundo director mexicano en ganar dicha categoría, desde que Alfonso Cuarón lo hiciera por primera vez en la edición anterior.[9]
- En esta edición, Boyhood se convirtió en la película con el rodaje más largo (12 años y 39 días de rodaje, desde 2002 a 2014) en ser nominada al Óscar a Mejor película.
- Por primera vez de la ampliación de cinco a diez películas en la categoría de la mejor película en 2010, todas las pelíuclas nominadas obtuvieron al menos un Óscar.[10]
- Nuevamente Birdman or (The Unexpected Virtue of Ignorance) (Birdman o (La inesperada virtud de la ignorancia) gana el Óscar a la Mejor película sin haber sido nominada al Oscar a mejor montaje,  desde que Ordinary People lo hiciera por última vez en 1980.[11]
- Robert Duvall fue el actor más longevo en ser nominado al Óscar en la categoría de mejor actor de reparto, a los 84 años de edad.
- En esta edición todos los filmes nominados a Mejor película ganaron estatuillas.[12]
- Emmanuel Lubezki gana por segundo año consecutivo el Óscar a Mejor fotografía, convirtiéndolo en la cuarta persona en lograr esta hazaña, la última persona en lograr dos victorias consecutivas en dicha categoría fue John Toll por Leyendas de pasión (1994) y Braveheart (1995) respectivamente.[13]
- Nuevamente Alejandro González Iñárritu gana el Óscar a Mejor película por Birdman or: (The Unexpected Virtue of Ignorance), convirtiéndolo en el primer productor mexicano y latinoamericano en ganar dicha categoría en la historia de este galardón.
- Una vez más Birdman or: (The Unexpected Virtue of Ignorance) es considerada como la tercera comedia en ganar el Oscar a Mejor película, sus otras predecesoras fueron Shakespeare in Love y The Artist.
- Ida se convierte en la primera película polaca en ganar el Óscar a la mejor película de habla no inglesa y a su vez, es la primera película en blanco y negro en ganar dicha categoría desde que la película checo Trenes rigurosamente vigilados lo hiciera por última vez en 1967.
- Mandariinid se convirtió en el primer film de Estonia en ser nominado al Óscar a la Mejor película de habla no inglesa.
- Timbuktu se convirtió en el primer film de Mauritania en ser nominada al Óscar a la Mejor película de habla no inglesa.
- En esta edición, el compositor Alexandre Desplat fue la única persona en conseguir 2 nominaciones en la categoría de mejor banda sonora por las películas, The Grand Budapest Hotel y The Imitation Game, siendo en la primera película donde ganaría la estatuilla.
- Wes Anderson, Alejandro González Iñárritu y Richard Linklater fueron los tres cineastas en competir el Óscar en las categorías de Mejor película, Mejor director y Mejor guion original por sus respectivos filmes, siendo Alejandro González Iñárritu la persona que ganaría el Óscar en esa tres categorías.